# محمد حاج علي حاج الحسن
محمد حاج علي حاج الحسن هو الرئيس المشارك لـ IAP ، والشبكة العالمية لأكاديميات العلوم ، ورئيس مجلس جامعة الأمم المتحدة (UNU). كما أنه عضو في عدد من مجالس إدارة المنظمات الدولية في جميع أنحاء العالم ، بما في ذلك مجلس أمناء مكتبة الإسكندرية، مصر.
منتدى مجلس العلوم والتكنولوجيا في المجتمع (STS) ، اليابان ؛ مجلس البرنامج الدولي للعلوم، السويد؛ مجلس إدارة مجموعة مبادرة العلوم (SIG) ، الولايات المتحدة الأمريكية ؛ والمجلس الاستشاري الدولي لمركز التنمية الدولية (ZEF) بألمانيا.
بعد حصوله على درجة الدكتوراه في الرياضيات من جامعة أكسفورد عام 1974 ، عاد إلى السودان وأصبح فيما بعد أستاذًا وعميدًا لكلية العلوم الرياضية بجامعة الخرطوم. لديه قائمة طويلة من المنشورات في فيزياء البلازما النظرية وطاقة الاندماج ، وتآكل الرياح ، ونقل الغبار والرمل في الأراضي الجافة. كما نشر العديد من المقالات حول العلم والتكنولوجيا في العالم النامي.
كان الدكتور حسن هو المدير التنفيذي المؤسس لأكاديمية العلوم للعالم النامي (TWAS) ، ورئيس الأكاديمية الأفريقية للعلوم ، ورئيس شبكة أكاديميات العلوم في إفريقيا (NASAC) ورئيس المجلس الاستشاري الرئاسي الفخري لـ العلوم والتكنولوجيا ، نيجيريا. كما أنه عضو مؤسس في أكاديمية العلوم اللبنانية.
ومن بين أوسمة الشرف: المرشح ، الصليب الكبير ، ووسام الاستحقاق العلمي من البرازيل ؛ ووسام ضابط الاستحقاق من الجمهورية الإيطالية .
وهو عضو في العديد من أكاديميات العلوم القائمة على الجدارة ، بما في ذلك TWAS ؛ الأكاديمية الأفريقية للعلوم ؛ أكاديمية العالم الإسلامي للعلوم ؛ Academia Colombiana de Ciencias Exactas، Físicas y Naturales؛ Académie Royale des Sciences d’Outre-Mer، بلجيكا؛ أكاديمية باكستان للعلوم ؛ أكاديمية العلوم اللبنانية ؛ الأكاديمية الكوبية للعلوم ؛ الأكاديمية البابوية للعلوم وأكاديمية العلوم بجنوب إفريقيا.